# Fables d'Ésope

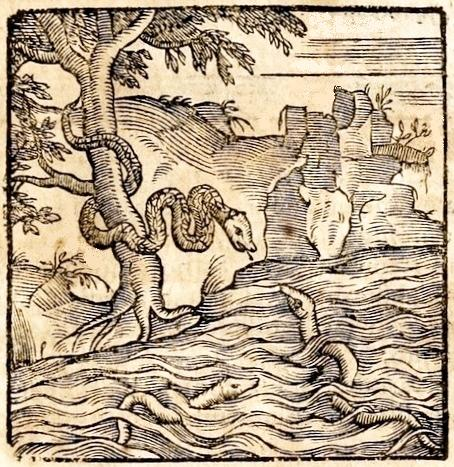
Illustration de l'anguille et du serpent, bois gravé de l'édition de Gabriele Faerno (1590).

Les fables d’Ésope sont un ensemble de fables en prose qui nous sont parvenues du grec ancien, et que l'on attribue à Ésope, écrivain qui vécut vers la fin du VIIe et le début du VIe siècle av. J.-C.

## Origine

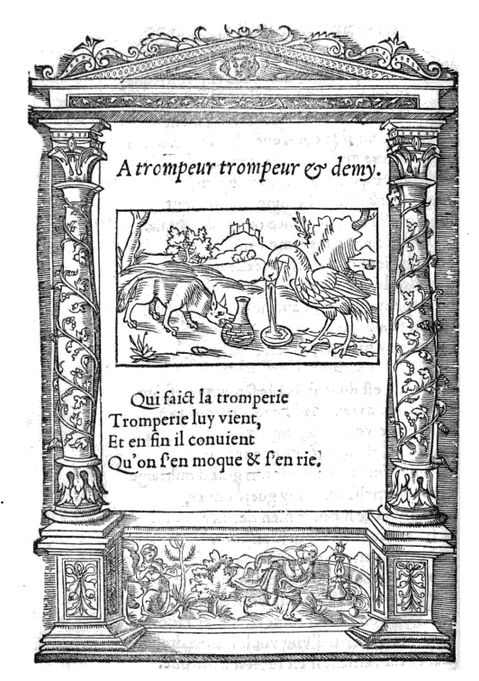
Ornements pour la traduction de 1542 publiée par Gilles Corrozet.

Il faut entendre par « fables d'Ésope », les textes qui lui sont attribués et toutes sortes de récits qui circulaient oralement avant lui et qui présentent les mêmes caractéristiques.
Le premier recueil de Fables d'Ésope historiquement attesté a été constitué par Démétrios de Phalère au IVe siècle av. J.-C., plus de deux cents ans après la mort d'Ésope. Ce recueil est perdu, mais il a donné naissance à d'innombrables versions. La plus importante est le recueil appelé Augustana, qui compte plus de cinq cents fables, toutes en prose. Dans son édition critique de ce recueil, l'helléniste Émile Chambry a retenu 358 fables. Certaines sont toujours très populaires, telles :
- Le Loup et l’Agneau
- Le lièvre et la tortue
- Le Loup et le Chien
- Le Loup et le Héron
- Le Rat des Champs et le Rat de Ville
- Le Corbeau et le Renard
- Le Renard et les Raisins
- L’Homme et le Satyre[2]
- L’Estomac et les Pieds

## Un succès durable

Aesopus moralisatus, page imprimée avec bois rehaussé, édition de Bernardino di Benalli, 1485

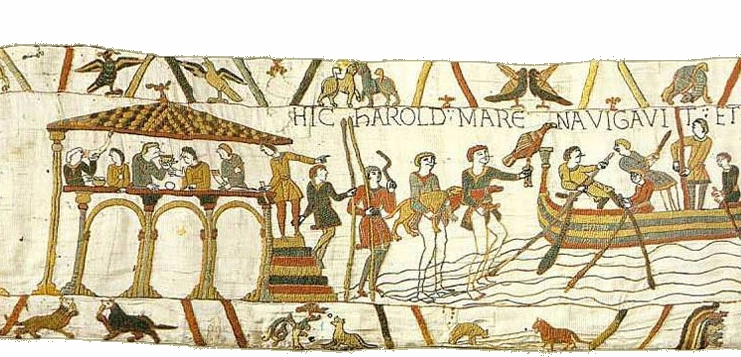
Sur la bordure inférieure de la Tapisserie de Bayeux (scène 4) apparaissent deux fables : le Corbeau et le Renard et le Loup et l’Agneau.

Les fables d'Ésope ont inspiré de nombreux auteurs, qui ont perfectionné le genre durant 2 500 ans, notamment :
- Phèdre, fabuliste latin du Ier siècle
- Babrius, fabuliste romain de langue grecque du IIe siècle-IIIe siècle
- Avianus, poète latin du IVe siècle
- Djalâl ad-Dîn Rûmî, mystique et poète persan du XIIIe siècle
- Marie de France, poétesse du XIIe siècle
- Jean de La Fontaine au XVIIe siècle
- C'est l'une des premières œuvres littéraires européennes à être imprimée au Japon, dès la fin du XVIe siècle[3]. Une autre traduction en japonais, les Fables d'Isoho, est réalisée au XVIIe siècle.

## Représentations dans la peinture
Certaines fables ont fait l'objet de représentation dans la peinture, par exemple celle du satyre et de l'homme (dit « le paysan »), par Sebastiano Ricci.

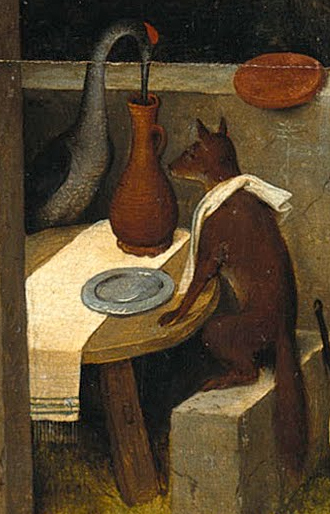
Détail du tableau Les Proverbes flamands de Brueghel l'Ancien (1559) illustrant l'expression venant d'une fable d'Esope La cigogne reçoit le renard signifiant : « Deux brigands ne pensent qu'à leur propre avantage ».
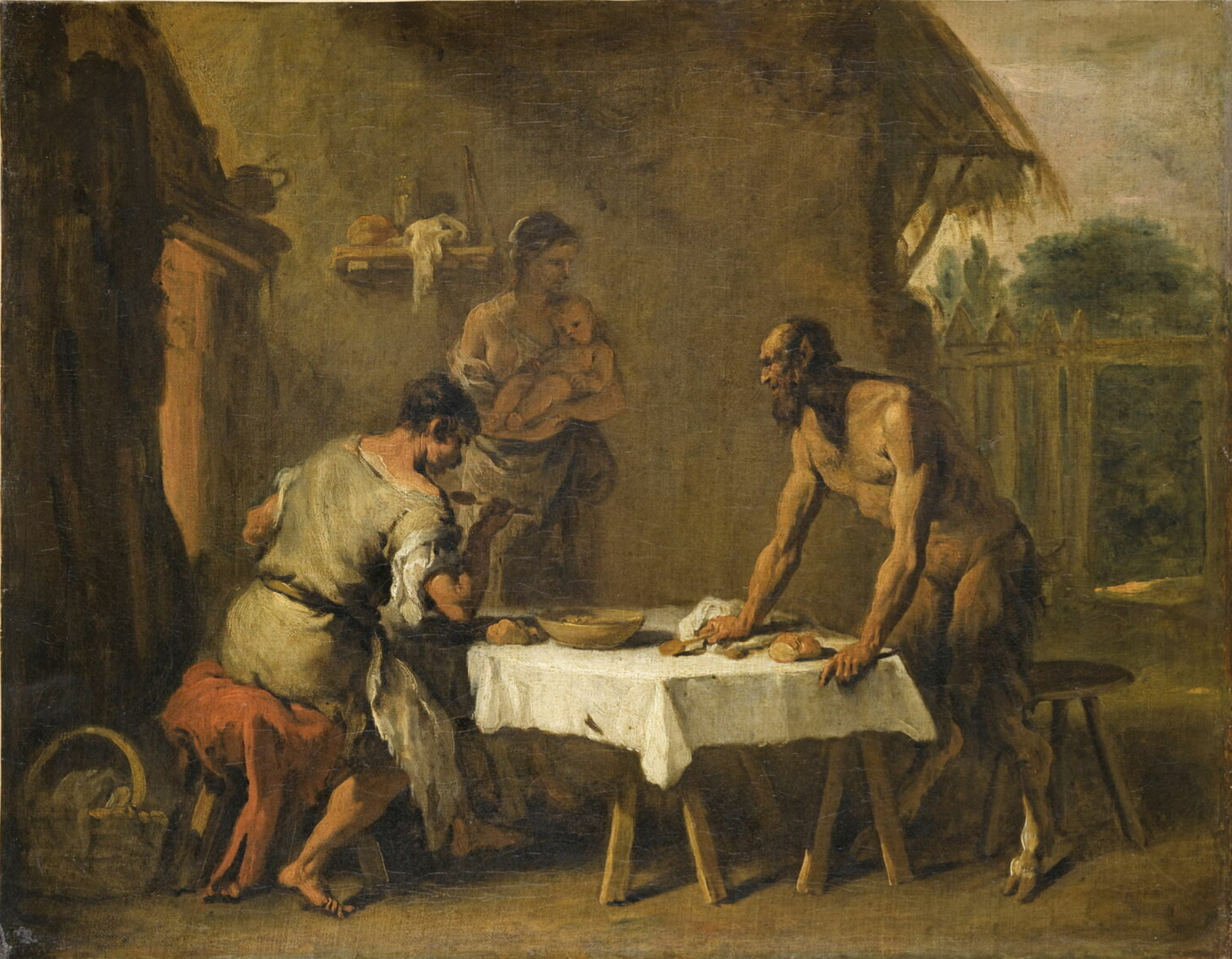
Le Satyre et le paysan, Sebastiano Ricci, 1720-1730, musée du Louvre[4].

## Effet d'Ésope
Tout comme dans la fable d'Ésope L'Enfant qui criait au loup, il arrive que l'on crie trop facilement « Au loup! », et que les gens crédules prêtent trop facilement attention à ce type d'alarme ou les écoutent avec trop de complaisance. Le sociologue Gérald Bronner a parlé à ce propos d'« effet d'Ésope », entendant par là la tendance à céder souvent à l'idée du pire.

#### Traductions du grec ancien desFables
- Fables (trad. introduction et notes par Émile Chambry), Paris, Les Belles Lettres, coll. « Collection des universités de France Série grecque (Collection Budé) », 2019 (1re éd. 1927), LIV, 324 (ISBN 978-2-251-00117-3, lire en ligne)
- Fables (trad. introduction et notes par Émile Chambry; illustrations de Scott Pennor's), Paris, Les Belles Lettres, coll. « Série du Centenaire », 2019, 256 p. (ISBN 978-2-251-45012-4, lire en ligne)
- Fables (trad. Claude Terreaux), Paris, Arléa, coll. « Retour aux grands textes », 2002 (1re éd. 1997), 174 p. (ISBN 2-869-59317-1)
- Fables (introduction, traduction et notes de Daniel Loayza; édition bilingue), Paris, Flammariont, coll. « GF », 2014 (1re éd. 1995), 302 p. (ISBN 978-2-081-35123-3)
- Les Fables d'Ésope. Suivies d'un Essai sur le symbolisme des Fables (présentation et traduction de Jacques Lacarrière), Paris, Albin Michel, coll. « Espaces libres » (no 129), 2016 (1re éd. 2003), 368 p. (ISBN 978-2-226-32050-6)
- Fables Précédées de La Vie d'Ésope (trad. nouvelle de Julien Bardot. Édition d'Antoine Biscéré. Avec la collaboration de Patrick Dandrey), Paris, Folio, coll. « Folio Classique » (no 6696), 2019, 448 p. (ISBN 978-2-070-45393-1)

#### Études
- Antoine Biscéré, « Les fables d’Ésope, une œuvre sans auteur ? », Le Fablier, Revue des Amis de Jean de La Fontaine, vol. 20 « La Fontaine et quelques anciens »,‎ 2009, p. 9-35 (lire en ligne)
- Karl Canvat et Christian Vandendorpe, La fable : Vade-mecum du professeur de français, Bruxelles-Paris, Didier Hatier, coll. « Séquences », 1993, 104 p. (ISBN 978-2870888032)
- Ariane Guieu-Coppolani, « Conseiller pour le meilleur et pour le pire : réflexions sur le conseil et la délibération dans les fables grecques », Dialogues d'histoire ancienne, vol. Supplément n° 17 « Conseillers et ambassadeurs dans l’Antiquité »,‎ 2017, p. 75-95 (lire en ligne)
- Francisco Rodríguez Adrados (Dir.), La fable. Huit exposés suivis de discussions, Vandoeuvres-Genève, Fondation Hardt, coll. « Entretiens sur l'antiquité classique » (no t. 30), 1984, 322 p.
- Bernard Teyssandier, « Ésope, quel modèle pour le prince ? », Le Fablier, Revue des Amis de Jean de La Fontaine, vol. 20 « La Fontaine et quelques anciens »,‎ 2009, p. 37-52 (lire en ligne)